# Station Piaseczno Wiadukt
Station Piaseczno Wiadukt is een spoorwegstation in de Poolse plaats Piaseczno.